# Paul-Baudouin Michel
 (décembre 2011).
Si vous disposez d'ouvrages ou d'articles de référence ou si vous connaissez des sites web de qualité traitant du thème abordé ici, merci de compléter l'article en donnant les références utiles à sa vérifiabilité et en les liant à la section « Notes et références ».
 (mai 2013).
Pour les articles homonymes, voir Michel.
Paul-Baudouin Michel, né le 7 septembre 1930 à Haine-Saint-Pierre et mort le 30 octobre 2020 à Bruxelles,, grand officier de l'ordre de Léopold, est un compositeur, pédagogue, conférencier et écrivain belge, membre de l'Académie royale des sciences, des lettres et des beaux-arts de Belgique.

## Biographie
Après des Humanités anciennes, un début de carrière littéraire, des études complètes au Conservatoire royal de Mons, et l'obtention du certificat d'aptitude à l'enseignement de la musique, Paul-Baudouin Michel séjourna à la Chapelle musicale Reine Élisabeth où il travailla la composition avec Jean Absil et y obtint en 1962 le titre de Gradué de la Chapelle musicale Reine Élisabeth. Il travailla également la direction d'orchestre et l'analyse musicale à l'Académie d'été à Nice. Après s'être occupé activement des Jeunesses musicales de Mons et de Musique Vivante, il est devenu directeur de l'Académie de musique de Woluwe-Saint-Lambert (Bruxelles) où il a enseigné l'harmonie et l'histoire de la musique. Il a aussi été professeur de composition aux Conservatoires royaux de Mons et de Bruxelles et enseigné l'analyse musicale  à la Chapelle musicale Reine Élisabeth.
Il est membre de l'Académie royale des sciences, des lettres et des beaux-arts de Belgique depuis 1997. Il a eu également une activité de conférencier sur les musiques nouvelles et a été auteur d'émissions radiophoniques.

## Compositions
Jusqu'en 1963, Paul-Baudouin Michel a écrit un certain nombre d'œuvres pouvant être qualifiées de non-tonales ou de post-tonales, mais relevant d'un thématisme serré voire d'un mélodisme avoué. Après plusieurs séjours à l'étranger notamment aux Ferienkurse de Darmstadt, où il eut l'occasion de rencontrer les grands noms de la nouvelle musique et de suivre leurs cours d'analyses, il s'est intéressé d'abord à la musique sérielle où les formes classiques sont abandonnées (Cinq inframorphoses pour cordes).
Simple étape pour en arriver aux formes plus neuves de la musique telles que les formes ouvertes, mobiles pour lesquelles la forme ou plutôt le parcours change à chaque exécution selon des procédés différents et au gré de l'interprète dont la collaboration est ainsi sollicitée. Comme Ellipse, mobile pour deux harpes et quatre saxophones ainsi que Libration I, pour piano dédiée à son épouse la pianiste Françoise Wel qui l'interpréta une vingtaine de fois. Si occasionnellement un certain facteur d'incertitude est accepté, il ne s'agit pas pour autant de musique aléatoire mais d'une sorte d'heuristique musicale. Si l'interprète monte d'un cran dans le domaine de la composition, le compositeur monte aussi d'un cran en inventant de nouveaux moyens de mobilité (200 000 duos pour flûtes).
L'intérêt du compositeur se porte aussi très souvent sur l'enrichissement de la couleur sonore par la diversité des timbres instrumentaux et leur combinaisons, révélant ainsi son intérêt pour les musiques électroacoustiques. Le Graal gras avec récitant mélangeant sons/bruits électroacoustiques et voix retimbrée est en même temps un réquisitoire contre la pollution[réf. nécessaire]. Cette œuvre a été réalisée au Centre de recherche musicale de Wallonie à Liège. Une bonne partie de son œuvre témoigne d'un engagement pour l'Humain. Sa pièce récente[Quand ?] intitulée Terza rima pour douze instrumentistes dont le nombre d'harmonie est plutôt limité, fut créé par l'ensemble Musique nouvelle lors du festival de musique contemporaine.
Malgré sa volonté de recherche voire d'expérience, et vu ses fonctions pédagogiques, Paul-Baudouin Michel n'a pas hésité à écrire des œuvres techniquement faciles voir didactiques comme Piano mon ami en deux cahiers, D'une aventure à l'autre, Vingt doigts pour un Carnaval à quatre mains.
Sur un autre plan, le compositeur recherche à l'occasion un contenu philosophique voire spiritualiste (Le Feu et le monde, oratorio sur un texte de Teilhard de Chardin), psychosocial et satirique (La Crétinisation), psycho-politique (dans son premier opéra intitulé Jeanne la Folle, créé en 1993) et basé sur des faits historiques, le personnage principal est considéré comme une victime de la raison d'État), humaniste (Ecce Homo pour chœur est basé sur tous les mots du dictionnaire latin qui peuvent s'appliquer à la Personne humaine). Ses deux derniers[Quand ?] opéras sont : À la poursuite du Stradi, sorte de concerto double pour piano et violon soli accompagnés de chanteurs, sorte de polar musical, et Le Robinson Crusoë du disque dur à la fois satirique et hommage à la personne humaine capable de résister aux pressions psychologiques de toutes sortes. Il en est de même pour Le Cri d'Érasme pour basse solo, chœur récitant et grand orchestre.
À l'âge de 17 ans il avait écrit une comédie héroïque en vers alexandrins. Dans ce domaine, il a aussi écrit trois romans encore inédits.

### Quelques œuvres importantes
- Variations symphoniques.
- Symphonium III Jeanne la Folle.
- Symphonium IV dite Sommeil paradoxal.
- L'Oreille fertile.
- Engrenage.
- Atomes crochus.
- 16 interludes pour piano.
- Lamobylrinthe[3].
- Mystère-jeu pour alto et piano (1976)

## Écrits littéraires
Le compositeur a écrit trois ouvrages qui peuvent relever de la science qu'il appelle « fictive ».
- Il faut détruire les villes de plus de 200 000 habitants , sous-titré Le Point vert et l'Amas globulaire. Le point de vue d'une civilisation extraterrestre qui vient visiter la terre alors que celle-ci est en proie à la pollution et à la guerre totale.
- La Lévitation et les prostituées sacrées , qui relève plutôt de la théologie fiction.
- Le Commencement des incertitudes, sorte d'essai épique dans lequel Dieu s'il existe aurait créé l'univers et surtout la société à partir du sixième jour.

## Publications
- « Orphée abymé. Opéra bouffe de chambre vidéo », dans : Bulletin de la classe des Beaux-Arts, Bruxelles : Académie royale de Belgique, 6e série, tome IX, n° 7-12, 1998, pp. 257-280.
- « L'opéra avant l'opéra », dans : Bulletin de la classe des Beaux-Arts, Bruxelles : Académie royale de Belgique, 6e série, tome XVI, n° 7-12, 2005, pp. 221-231.

## Récompenses
Paul-Baudouin Michel a remporté de nombreux prix en quelques années :
- le Prix Émile Doehaerd décerné par le CeBeDeM pour son Quintette à Vents Hommage à Rabelais ;
- le Prix de composition de l'œuvre imposée en seconde éliminatoire du prestigieux Concours musical international Reine Élisabeth de Belgique (CMIREB) pour Sérénade Concertante et Alternanza pour violon et piano ainsi que Variations Concentriques et Person pour piano.
- le Prix international radiophonique Paul Gilson pour Rex Pacificus pour basse, chœur, orchestre et Bande magnétique sur divers textes ;
- le Prix Camille Huysmans pour Trois Nocturnes pour orchestre ;
- le Prix de l'Académie Royale à deux reprises pour un Quatuor à clavier et pour Arcode, quatuor de Saxophones ;
- le Prix Koopal ;
- le prix Créamuse pour Parcours mosan pour orchestre de chambre ;
- le Prix Ernest Bloch de Lugano pour Résurgence (orchestre à cordes) ;
- le Prix spécial de la ville de Genève pour son opéra de chambre vidéo Orphée abymé.

## Honneurs
- Grand officier de l'ordre de Léopold (Arrêté royal du 2 novembre 2007 avec prise de rang au 8 avril 2006)

### Sources
- Interviews divers à la RTBF et Télé Luxembourg[Lesquels ?]. CMIREB (avec autorisation de l'auteur)[source insuffisante]
- « Musiques nouvelles », Archives. Le Soir (M. Friche), LLB.[source insuffisante]